# 阿哥哥鈴

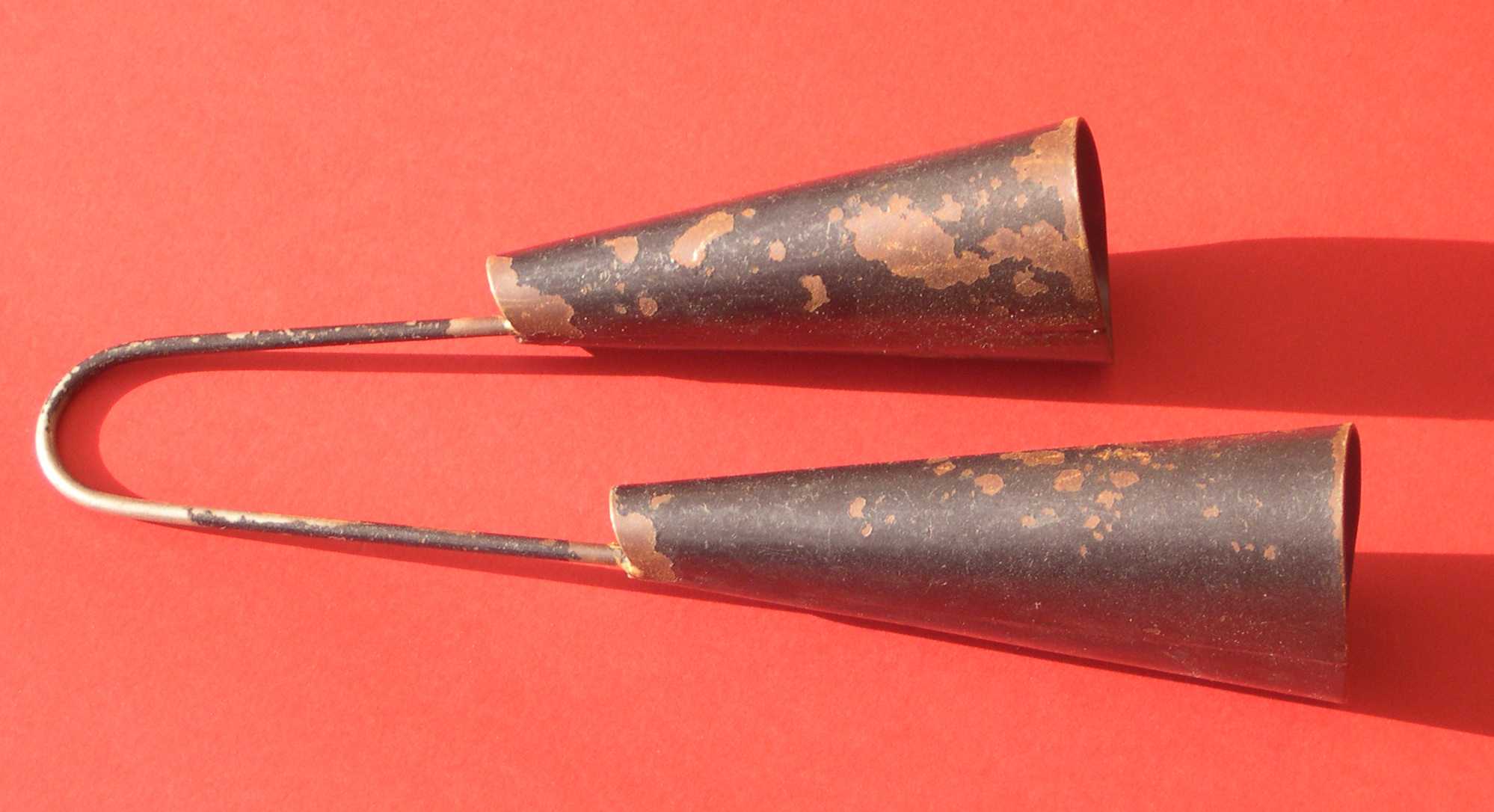
現代阿哥哥鈴

阿哥哥鈴是中南美洲發展出來的樂器，為了一些即興舞曲或拉丁組曲需要的特殊音效，而創造出的敲擊樂器。
它的構想是從牛鈴（Cow Bell）來的，但是它是由兩個鐵片各彎成一大一小的管子，用一根彎曲的鐵棒連在一起，棒子是用鼓棒敲擊。